# Shōkadō Shōjō

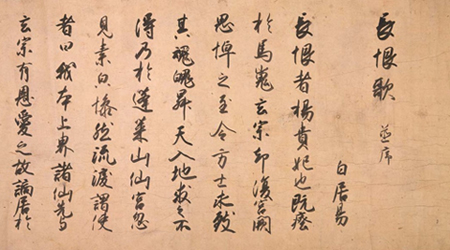
Kalligrafie

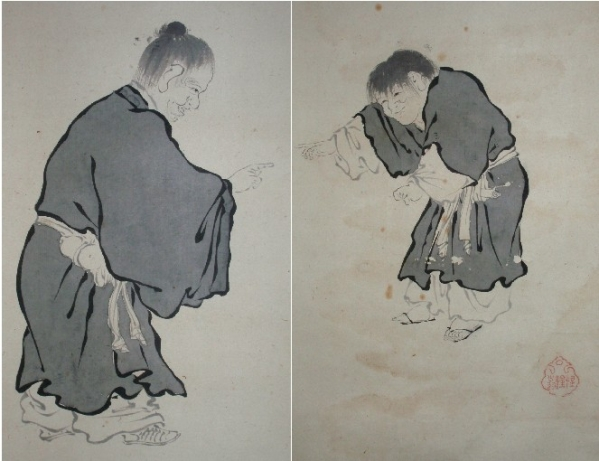
Tuschmalerei

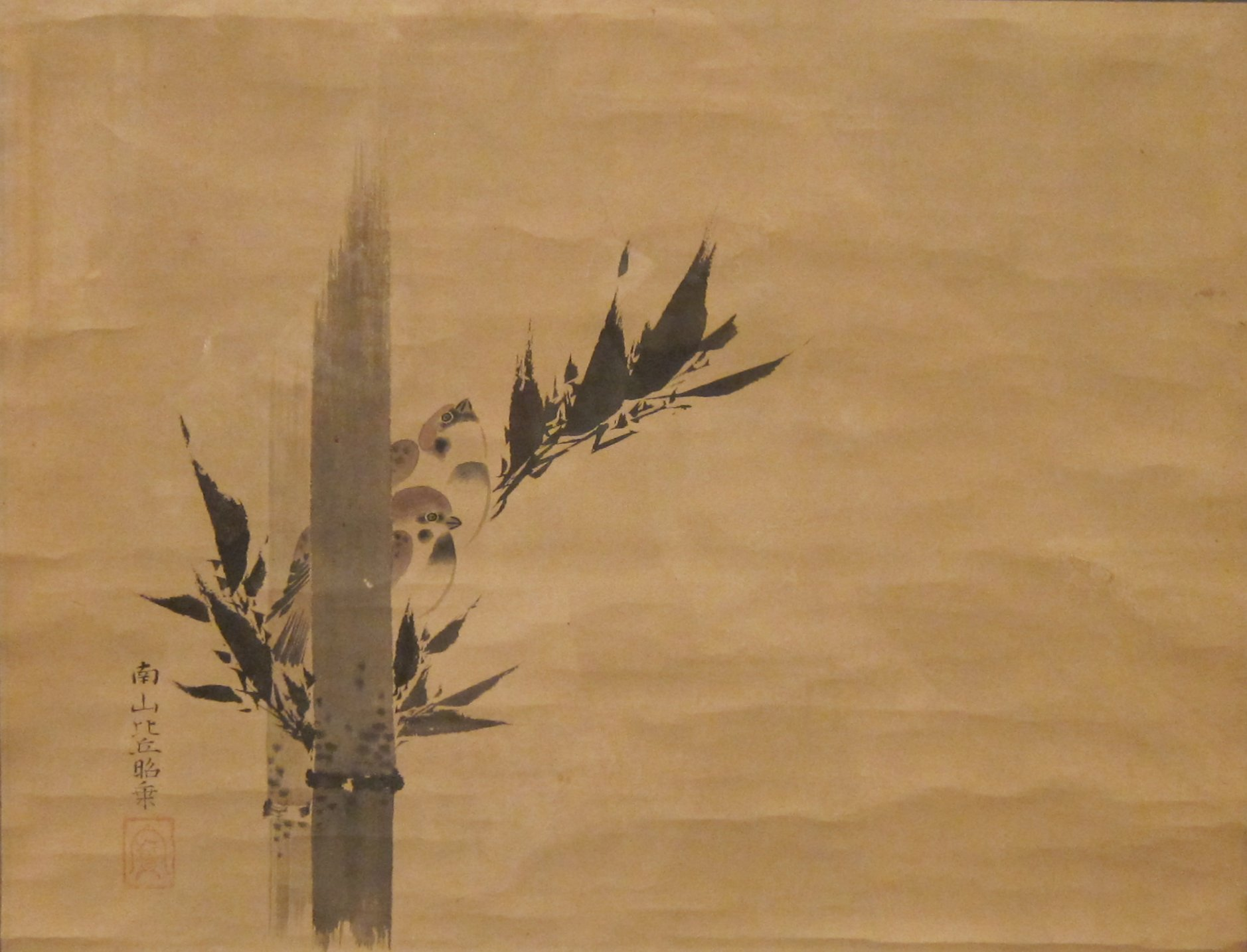
Bambus und Sperling

Shōkadō Shōjō (japanisch 松花堂 昭乗; geb. 1582 in Sakai; gest. 14. Oktober 1639) war ein japanischer Maler der Momoyama-Zeit, einer der „Drei Kalligraphen der Kan’ei-Zeit“.

## Leben und Werk
Shōkadō war ein Sohn der Nakanuma-Familie, die als Offizielle zum Ichijō-in in Nara gehörten, und wurde Nakanuma Shikibu (中沼式部) gerufen. Eine Zeit lang folgte er dem Beamten am Hofe und Kalligraphen Konoe Nobutada, aber später wurde er ein Mönch der Shingon-Richtung des Buddhismus und lebte auf dem Gelände des Iwashimizu Hachiman-gū südlich von Kyōto in einer Residenz namens Takimoto-bō (滝本坊). Nach einer Zeit überließ er das Anwesen einem Schüler, nannte sich Shōjō-ō (惺々翁) und baute sich eine neue Residenz, die er Shōkadō nannte. Er übernahm dann Shōkadō als Künstlername.
Es wird angenommen, dass Shōkadō unter Kanō Sanraku studiert hat, aber die Faktenlage ist dürftig. Es ist jedoch offensichtlich, dass er sowohl in chinesischer Tuschmalerei als auch im Stil des mehrfarbigen Yamato-e bewandert war. Er ist aber vor allem für seine Tuschmalereien bekannt, die er mit schnellem, ungezwungenen Pinselstrich in Stil der Song- und Yuan-Zeit ausführte. Das war auch der Stil, den die Liebhaber der Teezeremonie schätzten. Er selbst war Sammler von Materialien zur Tee-Zeremonie, die im Hachiman zōchō (八幡蔵帖) aufgelistet sind.
Shōkadō entwickelte auch einen besonderen Stil, der sich an Kōbō Daishi orientierte und der dann „Takimoto-Stil“ genannt wurde. Repräsentative Werke sind ein Selbstporträt im Besitz der Mino-Familie und „Gott Hachiman als buddhistischer Mönch“ im Besitz des Iwashimazu Hachiman Schrein.